# Mistrovství Evropy v orientačním běhu 2008
7. Mistrovství Evropy v orientačním běhu proběhlo v Lotyšsku s centrem ve městě Ventspils, které leží na pobřeží Baltského moře. Mistrovství se konalo ve dnech 25. května až 1. června 2008 a zahrnovalo čtyři disciplíny – sprint, krátkou trať (middle), klasickou trať (long) a štafety. Hlavním pořadatelem byla Lotyšská federace orientačního běhu (Latvian Orienteering Federation) a závody se uskutečnily v různých typech terénu, od městské zástavby ve Ventspils přes písečné duny a pobřežní lesy až po bažinaté oblasti. Mistrovství bylo součástí Světového poháru 2008, což přispělo k silné konkurenci a účasti špičkových závodníků z více než dvaceti zemí. Výrazné úspěchy zaznamenali běžci ze Švédska, Finska a Ruska, přičemž k největším výkonům patřilo vítězství Thierryho Gueorgiou na middlu, dominance finských žen v této disciplíně a dvě individuální zlaté medaile Anne Margrethe Hauskenové. Z českého týmu se nejvíce prosadila Radka Brožková, která obsadila šestá místa ve sprintu i na krátké trati.

## Program závodů
Mistrovství Evropy v orientačním běhu 2008, konané od 25. května do 1. června v Lotyšsku, zahrnovalo čtyři hlavní disciplíny: sprint, krátkou trať (middle), klasickou trať (long) a štafety. Každá individuální disciplína se skládala z kvalifikace a následného finále, do kterého postupovali nejlepší závodníci z kvalifikačních kol. Závody se odehrávaly v různorodých terénech, od městského prostředí ve Ventspils přes písečné duny až po bažinaté oblasti v lotyšských lesích, což kladlo na účastníky vysoké nároky jak po fyzické, tak technické stránce. Například sprint se uskutečnil v historickém centru Ventspils, zatímco klasická trať vedla náročným terénem v okolí Irbene. Tato rozmanitost terénů a pečlivě připravený program přispěly k atraktivitě mistrovství a důkladně prověřily schopnosti orientačních běžců.
| Ventspils Centrum Mistrovství Evropy 2008 LOTYŠSKO | Den        | Závod                | Centrum závodu | Charakteristika terénu                                                  |
| -------------------------------------------------- | ---------- | -------------------- | -------------- | ----------------------------------------------------------------------- |
| Ventspils Centrum Mistrovství Evropy 2008 LOTYŠSKO | 26. května | Kvalifikace – Sprint | Ventspils      | Městský závod v historickém centru a parcích                            |
| Ventspils Centrum Mistrovství Evropy 2008 LOTYŠSKO | 26. května | Finále – Sprint      | Ventspils      | Částečně městský závod, s kontrolami v písečných dunách na okraji města |
| Ventspils Centrum Mistrovství Evropy 2008 LOTYŠSKO | 27. května | Kvalifikace – Long   | Liepene        | Pobřežní lesy, rovinatý terén s jemnými dunovými tvary                  |
| Ventspils Centrum Mistrovství Evropy 2008 LOTYŠSKO | 28. května | Finále – Long        | Irbene         | Náročný, místy bažinatý terén s hustým podrostem                        |
| Ventspils Centrum Mistrovství Evropy 2008 LOTYŠSKO | 30. května | Kvalifikace – Middle | Jaunupe        | Rychlý les s jemnými detaily a častými změnami podkladu                 |
| Ventspils Centrum Mistrovství Evropy 2008 LOTYŠSKO | 31. května | Finále – Middle      | Jaunupe        | Technicky velmi náročný prostor s bažinami a obtížně čitelnou vegetací  |
| Ventspils Centrum Mistrovství Evropy 2008 LOTYŠSKO | 1. června  | Štafety              | Ventspils      | Kombinace rychlého lesa a písečných dun, vyžadující přesnou navigaci    |

## Nominace českého týmu
Český tým na ME 2008 tvořilo sedm žen a sedm mužů, kteří se kvalifikovali na základě výsledků z domácích i mezinárodních závodů. Reprezentanti se účastnili všech disciplín a v několika závodech dosáhli výrazných umístění, zejména v případě Radky Brožkové (dvakrát 6. místo) a mužské štafety (5. místo, 4 sekundy od bronzu).
| Muži           | Muži         | Muži                 | Ženy              | Ženy         | Ženy                 |
| Jméno          | Rok narození | Klub                 | Jméno             | Rok narození | Klub                 |
| -------------- | ------------ | -------------------- | ----------------- | ------------ | -------------------- |
| Tomáš Dlabaja  | 1983         | Žabovřesky Brno      | Dana Brožková     | 1981         | SC Jičín             |
| Štěpán Kodeda  | 1988         | SC Jičín             | Radka Brožková    | 1984         | SC Jičín             |
| Jan Mrázek     | 1981         | Sparta Praha         | Martina Dočkalová | 1983         | Lokomotiva Pardubice |
| Jan Procházka  | 1984         | Praga Praha          | Eva Juřeníková    | 1978         | Domnarvets GoIF      |
| Michal Smola   | 1981         | SKOB Zlín            | Iveta Duchová     | 1986         | Lokomotiva Pardubice |
| Osvald Kozák   | 1982         | Tesla Brno           | Monika Topinková  | 1980         | OK 99 Hradec Králové |
| Vladimír Lučan | 1977         | Lokomotiva Pardubice | Zdenka Stará      | 1979         | Tesla Brno           |

## Výsledky Sprint

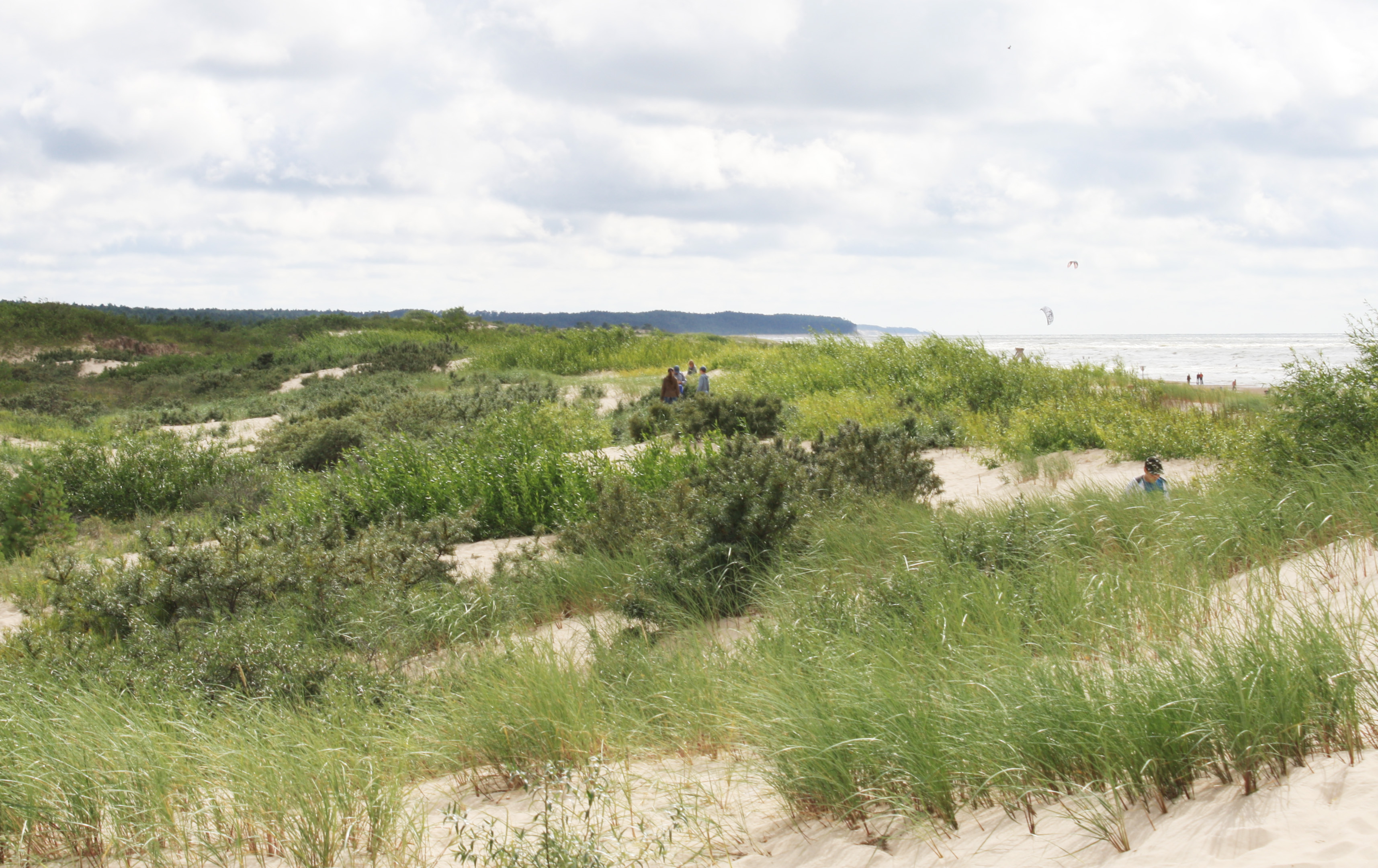
Písečné duny na okaji města Ventspils

Závod ve sprintu se uskutečnil 26. května 2008 ve městě Ventspils. Dopoledne proběhla kvalifikace, z níž postoupili nejlepší závodníci do finálového závodu, který se konal ve večerních hodinách. Trať vedla historickým centrem města, kde se závodníci pohybovali úzkými uličkami, náměstími a městskými parky. Specifikem tratě bylo několik kontrol umístěných v přilehlých písečných dunách na okraji města, což vyžadovalo rychlé přizpůsobení se změně terénu.  
V mužské kategorii zvítězil Emil Wingstedt (Švédsko) s časem 13:11, čímž obhájil titul z předchozího ME 2006. Stříbro získal Daniel Hubmann (Švýcarsko) se ztrátou 5 sekund, třetí místo obsadil Andrej Chramov (Rusko) s odstupem 7 sekund na vítěze. V ženské kategorii triumfovala Anne Margrethe Hauskenová (Norsko) s časem 11:11, druhé místo obsadila Heli Jukkolaová (Finsko) se ztrátou 3 sekund a třetí skončila Helena Janssonová (Švédsko) o 6 sekund za vítězkou. Česká reprezentantka Radka Brožková se umístila na 6. místě se ztrátou 33 sekund, Dana Brožková obsadila 11. příčku a Jan Procházka skončil na 14. místě.  Sprintový závod byl technicky náročný kvůli kombinaci rychlého městského běhu a změny rytmu při přechodu do písečných dun. Výhodu měli závodníci s precizní mapovou technikou a schopností rychlého rozhodování. Pořadatelé čelili drobné kontroverzi ohledně mapového značení průchodů v městské části tratě, ale žádné protesty nevedly ke změně výsledků.
| Zkrácené výsledky                                                                   | Zkrácené výsledky                                                                   | Zkrácené výsledky                                                                   | Zkrácené výsledky                                                                   | Zkrácené výsledky                                                                   | Zkrácené výsledky                                                                   | Zkrácené výsledky                                                                   | Zkrácené výsledky                                                                   | Zkrácené výsledky                                                                   | Zkrácené výsledky                                                                   |
| Muži                                                                                | Muži                                                                                | Muži                                                                                | Muži                                                                                | Muži                                                                                | Ženy                                                                                | Ženy                                                                                | Ženy                                                                                | Ženy                                                                                | Ženy                                                                                |
| ----------------------------------------------------------------------------------- | ----------------------------------------------------------------------------------- | ----------------------------------------------------------------------------------- | ----------------------------------------------------------------------------------- | ----------------------------------------------------------------------------------- | ----------------------------------------------------------------------------------- | ----------------------------------------------------------------------------------- | ----------------------------------------------------------------------------------- | ----------------------------------------------------------------------------------- | ----------------------------------------------------------------------------------- |
| - Traťové parametry: 3,1 km, 19 kontrol, 20m převýšení - Mapa : Ventspils Akvaparks | - Traťové parametry: 3,1 km, 19 kontrol, 20m převýšení - Mapa : Ventspils Akvaparks | - Traťové parametry: 3,1 km, 19 kontrol, 20m převýšení - Mapa : Ventspils Akvaparks | - Traťové parametry: 3,1 km, 19 kontrol, 20m převýšení - Mapa : Ventspils Akvaparks | - Traťové parametry: 3,1 km, 19 kontrol, 20m převýšení - Mapa : Ventspils Akvaparks | - Traťové parametry: 2,5 km, 17 kontrol, 15m převýšení - Mapa : Ventspils Akvaparks | - Traťové parametry: 2,5 km, 17 kontrol, 15m převýšení - Mapa : Ventspils Akvaparks | - Traťové parametry: 2,5 km, 17 kontrol, 15m převýšení - Mapa : Ventspils Akvaparks | - Traťové parametry: 2,5 km, 17 kontrol, 15m převýšení - Mapa : Ventspils Akvaparks | - Traťové parametry: 2,5 km, 17 kontrol, 15m převýšení - Mapa : Ventspils Akvaparks |
| Umístění                                                                            | Země                                                                                | Jméno a příjmení                                                                    | Čas                                                                                 | Ztráta                                                                              | Umístění                                                                            | Země                                                                                | Jméno a příjmení                                                                    | Čas                                                                                 | Ztráta                                                                              |
| Zlatá medaile                                                                       | Švédsko                                                                             | Emil Wingstedt                                                                      | 13:11                                                                               | 0:00                                                                                | Zlatá medaile                                                                       | Norsko                                                                              | Anne Margrethe Hauskenová                                                           | 11:11                                                                               | 0:00                                                                                |
| Stříbrná medaile                                                                    | Švýcarsko                                                                           | Daniel Hubmann                                                                      | 13:25                                                                               | +0:14                                                                               | Stříbrná medaile                                                                    | Finsko                                                                              | Heli Jukkolaová                                                                     | 11:14                                                                               | +0:03                                                                               |
| Bronzová medaile                                                                    | Rusko                                                                               | Andrey Khramov                                                                      | 13:35                                                                               | +0:24                                                                               | Bronzová medaile                                                                    | Švédsko                                                                             | Helena Janssonová                                                                   | 11:17                                                                               | +0:06                                                                               |
| 14.                                                                                 | Česko                                                                               | Jan Procházka                                                                       | 13:55                                                                               | +0:44                                                                               | 6.                                                                                  | Česko                                                                               | Radka Brožková                                                                      | 11:44                                                                               | +0:33                                                                               |
| 48.                                                                                 | Česko                                                                               | Michal Smola                                                                        | 15:40                                                                               | +2:29                                                                               | 11.                                                                                 | Česko                                                                               | Dana Brožková                                                                       | 11:59                                                                               | +0:48                                                                               |
|                                                                                     |                                                                                     |                                                                                     |                                                                                     |                                                                                     | 18.                                                                                 | Česko                                                                               | Eva Juřeníková                                                                      | 12:25                                                                               | +1:14                                                                               |
|                                                                                     |                                                                                     |                                                                                     |                                                                                     |                                                                                     | 24.                                                                                 | Česko                                                                               | Zdenka Stará                                                                        | 12:37                                                                               | +1:26                                                                               |
|                                                                                     |                                                                                     |                                                                                     |                                                                                     |                                                                                     | 31.                                                                                 | Česko                                                                               | Iveta Duchová                                                                       | 13:13                                                                               | +2:02                                                                               |
|                                                                                     |                                                                                     |                                                                                     |                                                                                     |                                                                                     | 38.                                                                                 | Česko                                                                               | Monika Topinková                                                                    | 13:58                                                                               | +2:47                                                                               |
| Oficiální výsledky: ženy a muži                                                     |                                                                                     |                                                                                     |                                                                                     |                                                                                     |                                                                                     |                                                                                     |                                                                                     |                                                                                     |                                                                                     |

## Výsledky Krátká trať (Middle)
Závod na krátké trati (middle) se konal 31. května 2008 v oblasti Jaunupe, která byla charakteristická technicky náročným terénem s četnými bažinami, hustým podrostem a jemnými vrstevnicovými detaily. Tratě kladly vysoké nároky na přesnost navigace a rychlé rozhodování, protože jakékoli zaváhání při čtení mapy mohlo znamenat výraznou časovou ztrátu. V mužské kategorii potvrdil svou dominanci v této disciplíně Thierry Gueorgiou (Francie), který si doběhl pro třetí titul mistra Evropy na middlu v řadě. Zvítězil s časem 35:41, s náskokem 26 sekund před domácím závodníkem Mārtiņšem Sirmaisem (Lotyšsko), který dosáhl historického úspěchu pro lotyšskou reprezentaci. Bronz získal Pasi Ikonen (Finsko) se ztrátou 50 sekund na vítěze. V ženském závodě dominovaly finské závodnice, které obsadily všechny tři medailové pozice. Zvítězila Heli Jukkolaová (Finsko) s časem 31:05, druhé místo obsadila Merja Rantanenová se ztrátou 26 sekund a třetí skončila Minna Kauppiová (+50 sekund). Tento výsledek podtrhl sílu finské ženské reprezentace na tomto šampionátu. Nejlepší českou závodnicí byla Radka Brožková, která se umístila na 6. místě se ztrátou 2:18 na vítězku. V mužské kategorii byl nejlepším Čechem Michal Smola, který obsadil 14. místo se ztrátou 3:19 na Gueorgioua. Český tým hodnotil závod jako velmi náročný především kvůli obtížné dohledávce kontrol v bažinatých úsecích a nutnosti precizní práce s mapou.
Tento závod byl považován za jeden z nejtěžších na celém mistrovství, a to nejen kvůli terénním podmínkám, ale i díky vysoce vyrovnané konkurenci. O prvenství mezi muži bojovali až do posledních kontrol domácí Sirmais a favorit Gueorgiou, který nakonec těžil ze svých zkušeností s navigací v technicky složitých terénech. V ženách se naopak očekávalo finské vítězství, ale dominance kompletního finského pódia byla překvapením.
| Výsledky Krátká trať (Middle)                                              | Výsledky Krátká trať (Middle)                                              | Výsledky Krátká trať (Middle)                                              | Výsledky Krátká trať (Middle)                                              | Výsledky Krátká trať (Middle)                                              | Výsledky Krátká trať (Middle)                                              | Výsledky Krátká trať (Middle)                                              | Výsledky Krátká trať (Middle)                                              | Výsledky Krátká trať (Middle)                                              | Výsledky Krátká trať (Middle)                                              |
| Muži                                                                       | Muži                                                                       | Muži                                                                       | Muži                                                                       | Muži                                                                       | Ženy                                                                       | Ženy                                                                       | Ženy                                                                       | Ženy                                                                       | Ženy                                                                       |
| -------------------------------------------------------------------------- | -------------------------------------------------------------------------- | -------------------------------------------------------------------------- | -------------------------------------------------------------------------- | -------------------------------------------------------------------------- | -------------------------------------------------------------------------- | -------------------------------------------------------------------------- | -------------------------------------------------------------------------- | -------------------------------------------------------------------------- | -------------------------------------------------------------------------- |
| - Traťové parametry: 6,5 km, 22 kontrol, 140m převýšení - Mapa : Jaunupe Z | - Traťové parametry: 6,5 km, 22 kontrol, 140m převýšení - Mapa : Jaunupe Z | - Traťové parametry: 6,5 km, 22 kontrol, 140m převýšení - Mapa : Jaunupe Z | - Traťové parametry: 6,5 km, 22 kontrol, 140m převýšení - Mapa : Jaunupe Z | - Traťové parametry: 6,5 km, 22 kontrol, 140m převýšení - Mapa : Jaunupe Z | - Traťové parametry: 5,2 km, 15 kontrol, 110m převýšení - Mapa : Jaunupe Z | - Traťové parametry: 5,2 km, 15 kontrol, 110m převýšení - Mapa : Jaunupe Z | - Traťové parametry: 5,2 km, 15 kontrol, 110m převýšení - Mapa : Jaunupe Z | - Traťové parametry: 5,2 km, 15 kontrol, 110m převýšení - Mapa : Jaunupe Z | - Traťové parametry: 5,2 km, 15 kontrol, 110m převýšení - Mapa : Jaunupe Z |
| Umístění                                                                   | Země                                                                       | Jméno a příjmení                                                           | Čas                                                                        | Ztráta                                                                     | Umístění                                                                   | Země                                                                       | Jméno a příjmení                                                           | Čas                                                                        | Ztráta                                                                     |
| Zlatá medaile                                                              | Francie                                                                    | Thierry Gueorgiou                                                          | 35:41                                                                      | 0:00                                                                       | Zlatá medaile                                                              | Finsko                                                                     | Heli Jukkolaová                                                            | 31:05                                                                      | 0:00                                                                       |
| Stříbrná medaile                                                           | Lotyšsko                                                                   | Mārtiņš Sirmais                                                            | 36:07                                                                      | +0:26                                                                      | Stříbrná medaile                                                           | Finsko                                                                     | Merja Rantanenová                                                          | 31:31                                                                      | +0:26                                                                      |
| Bronzová medaile                                                           | Finsko                                                                     | Pasi Ikonen                                                                | 36:31                                                                      | +0:50                                                                      | Bronzová medaile                                                           | Finsko                                                                     | Minna Kauppiová                                                            | 31:55                                                                      | +0:50                                                                      |
| 14.                                                                        | Česko                                                                      | Michal Smola                                                               | 39:00                                                                      | +3:19                                                                      | 6.                                                                         | Česko                                                                      | Radka Brožková                                                             | 33:23                                                                      | +2:18                                                                      |
| 30.                                                                        | Česko                                                                      | Jan Procházka                                                              | 42:53                                                                      | +7:12                                                                      | 23.                                                                        | Česko                                                                      | Dana Brožková                                                              | 36:14                                                                      | +5:09                                                                      |
| 37.                                                                        | Česko                                                                      | Vladimír Lučan                                                             | 44:18                                                                      | +8:37                                                                      | 26.                                                                        | Česko                                                                      | Eva Juřeníková                                                             | 37:14                                                                      | +6:09                                                                      |
| 48.                                                                        | Česko                                                                      | Štěpán Kodeda                                                              | 52:01                                                                      | +16:20                                                                     | 37.                                                                        | Česko                                                                      | Zdenka Stará                                                               | 41:05                                                                      | +10:00                                                                     |
|                                                                            |                                                                            |                                                                            |                                                                            |                                                                            | 48.                                                                        | Česko                                                                      | Martina Dočkalová                                                          | 45:25                                                                      | +14:20                                                                     |
| Oficiální výsledky: ženy a muži                                            |                                                                            |                                                                            |                                                                            |                                                                            |                                                                            |                                                                            |                                                                            |                                                                            |                                                                            |

## Výsledky Klasická trať (Long)
Závod na klasické trati (long) se konal 28. května 2008 v oblasti Irbene, která byla charakteristická náročným, místy bažinatým terénem s hustým podrostem a obtížnou orientací. Tratě vyžadovaly jak fyzickou vytrvalost, tak precizní mapovou techniku, zejména při volbě optimálních postupů mezi kontrolami. V mužské kategorii překvapivě zvítězil Dmitrij Cvetkov (Rusko), který triumfoval s časem 1:29:12 a získal svůj první velký titul mezi seniory. Na druhém místě skončil Daniel Hubmann (Švýcarsko) se ztrátou 33 sekund, bronz vybojoval Emil Wingstedt (Švédsko) s odstupem pouhé 1 sekundy za stříbrným Hubmannem. V ženách se vítězkou stala Anne Margrethe Hauskenová (Norsko) s časem 1:08:55, což pro ni znamenalo druhé individuální zlato na tomto šampionátu (po sprintu). Druhé místo obsadila Tatiana Rjabkinová (Rusko) se ztrátou 53 sekund, třetí doběhla Emma Engstrandová (Švédsko) s odstupem 1:38 minuty. Nejlepší českou závodnicí byla Dana Brožková, která obsadila 8. místo se ztrátou 5:26 na vítězku. V mužské kategorii byl nejlepším Čechem Vladimír Lučan, který skončil na 14. místě se ztrátou 4:48 na vítěze. Český tým hodnotil závod jako fyzicky mimořádně náročný, především kvůli dlouhým postupům v těžko průchodném terénu a extrémní vytrvalostní zátěži. Závod na klasické trati přinesl několik překvapení. Nečekané vítězství Dmitrije Cvetkova bylo považováno za jednu z největších senzací šampionátu, protože před ME 2008 neměl mezi seniory žádné umístění v top 20. Naopak favorit Daniel Hubmann musel vzít „pouze“ druhé místo, přestože vedl velkou část závodu. V ženské kategorii se o dramatický moment postarala Tatiana Rjabkinová, která většinu závodu vedla, ale v závěrečných kontrolách ji Hauskenová dokázala předstihnout o 31 sekund. 
| Výsledky Klasická trať (Long)                                            | Výsledky Klasická trať (Long)                                            | Výsledky Klasická trať (Long)                                            | Výsledky Klasická trať (Long)                                            | Výsledky Klasická trať (Long)                                            | Výsledky Klasická trať (Long)                                          | Výsledky Klasická trať (Long)                                          | Výsledky Klasická trať (Long)                                          | Výsledky Klasická trať (Long)                                          | Výsledky Klasická trať (Long)                                          |
| Muži                                                                     | Muži                                                                     | Muži                                                                     | Muži                                                                     | Muži                                                                     | Ženy                                                                   | Ženy                                                                   | Ženy                                                                   | Ženy                                                                   | Ženy                                                                   |
| ------------------------------------------------------------------------ | ------------------------------------------------------------------------ | ------------------------------------------------------------------------ | ------------------------------------------------------------------------ | ------------------------------------------------------------------------ | ---------------------------------------------------------------------- | ---------------------------------------------------------------------- | ---------------------------------------------------------------------- | ---------------------------------------------------------------------- | ---------------------------------------------------------------------- |
| - Traťové parametry: 17,5 km, 33 kontrol, 260m převýšení - Mapa : Irbene | - Traťové parametry: 17,5 km, 33 kontrol, 260m převýšení - Mapa : Irbene | - Traťové parametry: 17,5 km, 33 kontrol, 260m převýšení - Mapa : Irbene | - Traťové parametry: 17,5 km, 33 kontrol, 260m převýšení - Mapa : Irbene | - Traťové parametry: 17,5 km, 33 kontrol, 260m převýšení - Mapa : Irbene | - Traťové parametry: 11 km, 23 kontrol, 140m převýšení - Mapa : Irbene | - Traťové parametry: 11 km, 23 kontrol, 140m převýšení - Mapa : Irbene | - Traťové parametry: 11 km, 23 kontrol, 140m převýšení - Mapa : Irbene | - Traťové parametry: 11 km, 23 kontrol, 140m převýšení - Mapa : Irbene | - Traťové parametry: 11 km, 23 kontrol, 140m převýšení - Mapa : Irbene |
| Umístění                                                                 | Země                                                                     | Jméno a příjmení                                                         | Čas                                                                      | Ztráta                                                                   | Umístění                                                               | Země                                                                   | Jméno a příjmení                                                       | Čas                                                                    | Ztráta                                                                 |
| Zlatá medaile                                                            | Rusko                                                                    | Dmitriy Tsvetkov                                                         | 1:29:12                                                                  | 0:00                                                                     | Zlatá medaile                                                          | Norsko                                                                 | Anne Margrethe Hauskenová                                              | 1:08:55                                                                | 0:00                                                                   |
| Stříbrná medaile                                                         | Švýcarsko                                                                | Daniel Hubmann                                                           | 1:29:45                                                                  | +0:33                                                                    | Stříbrná medaile                                                       | Rusko                                                                  | Tatiana Riabkinová                                                     | 1:09:48                                                                | +0:53                                                                  |
| Bronzová medaile                                                         | Švédsko                                                                  | Emil Wingstedt                                                           | 1:29:46                                                                  | +0:34                                                                    | Bronzová medaile                                                       | Švédsko                                                                | Ema Engstrandová                                                       | 1:10:33                                                                | +1:38                                                                  |
| 14.                                                                      | Česko                                                                    | Vladimír Lučan                                                           | 1:34:00                                                                  | +4:48                                                                    | 8.                                                                     | Česko                                                                  | Dana Brožková                                                          | 1:14:21                                                                | +5:26                                                                  |
| 17.                                                                      | Česko                                                                    | Jan Procházka                                                            | 1:35:23                                                                  | +6:11                                                                    | 22.                                                                    | Česko                                                                  | Eva Juřeníková                                                         | 1:21:11                                                                | +12:16                                                                 |
| 21.                                                                      | Česko                                                                    | Michal Smola                                                             | 1:37:06                                                                  | +7:54                                                                    | 25.                                                                    | Česko                                                                  | Radka Brožková                                                         | 1:24:17                                                                | +15:22                                                                 |
| 31.                                                                      | Česko                                                                    | Jan Mrázek                                                               | 1:39:28                                                                  | +10:16                                                                   | 26.                                                                    | Česko                                                                  | Zdenka Stará                                                           | 1:25:47                                                                | +16:52                                                                 |
| 42.                                                                      | Česko                                                                    | Tomáš Dlabaja                                                            | 1:42:58                                                                  | +13:46                                                                   | 29.                                                                    | Česko                                                                  | Martina Dočkalová                                                      | 1:26:58                                                                | +18:03                                                                 |
| Oficiální výsledky: ženy a muži                                          |                                                                          |                                                                          |                                                                          |                                                                          |                                                                        |                                                                        |                                                                        |                                                                        |                                                                        |

## Výsledky štafetových závodů
Závod štafet se konal 1. června 2008 ve Ventspils, kde závodníci soutěžili na tratích kombinujících rychlý les s písečnými dunami. Terén vyžadoval jak precizní navigaci, tak schopnost udržet vysoké tempo v proměnlivých podmínkách. Štafetový formát přinesl dramatické momenty, zejména ve finiši mužského závodu, kde se rozhodovalo o medailích až na posledních kontrolách. V mužské kategorii zvítězil tým Ruska ve složení Dmitrij Cvetkov, Andrej Chramov, Valentin Novikov, který dokončil závod v čase 2:03:13. Stříbrné medaile získali běžci Švýcarska se ztrátou 15 sekund, třetí místo obsadilo Finsko s odstupem 2:19 na vítěze. Česká mužská štafeta ve složení Jan Procházka, Tomáš Dlabaja, Michal Smola doběhla na 5. místě, pouhé 4 sekundy za bronzovými Finy, což bylo nejlepším výsledkem českých mužů na tomto šampionátu. V ženské kategorii zvítězil tým Švédska (Kajsa Perssonová, Emma Engstrandová, Helena Janssonová) v čase 1:45:10. Stříbro si odneslo Rusko se ztrátou 12 sekund, třetí skončily Finky (+1:19). Český tým ve složení Zdenka Stará, Radka Brožková, Dana Brožková doběhl na 7. místě s odstupem 8:48 na vítězky.Závod štafet byl napínavý až do posledních úseků. V mužském závodě se o vítězství přetahovaly týmy Ruska, Švýcarska a Finska, přičemž rozhodující útok na vítězství podnikl na posledním úseku Valentin Novikov. V ženách rozhodovalo Švédsko o svém triumfu až na posledních kilometrech, kdy Helena Janssonová dokázala předstihnout ruskou finišmanku. Český mužský tým měl silnou pozici až do poslední části závodu, kde nakonec těsně ztratil šanci na medaili. 
| Zlatá medaile                   | Rusko (Dmitriy Tsvetkov, Andrey Khramov, Valentin Novikov)  | 2:03:13 | –      | Zlatá medaile    | Švédsko (Lina Perssonová, Emma Engstrandová, Helena Janssonová)  | 1:45:10 | –      |
| Stříbrná medaile                | Švýcarsko (Baptiste Rollier, Matthias Merz, Daniel Hubmann) | 2:03:28 | +0:15  | Stříbrná medaile | Rusko (Natalia Korzhovová, Julia Novikovová, Tatyana Rjabkinová) | 1:45:22 | +0:12  |
| Bronzová medaile                | Finsko (Jarkko Huovila, Pasi Ikonen, Mats Haldin)           | 2:05:32 | +2:19  | Bronzová medaile | Finsko (Katri Lindeqvistová, Merja Rantanenová, Minna Kauppiová) | 1:46:29 | +1:19  |
| 5.                              | Česko A (Jan Procházka, Tomáš Dlabaja, Michal Smola)        | 2:05:36 | +2:23  | 7.               | Česko A (Zdenka Stará, Radka Brožková, Dana Brožková)            | 1:53:58 | +8:48  |
| 21.                             | Česko B (Štěpán Kodeda, Vladimír Lučan, Jan Mrázek)         | 2:19:48 | +16:35 | 16.              | Česko B (Eva Juřeníková, Iveta Duchová, Monika Topinková)        | 2:04:00 | +18:50 |
| Oficiální výsledky: ženy a muži |                                                             |         |        |                  |                                                                  |         |        |

## Medailové pořadí podle zemí
Pořadí zúčastněných zemí podle získaných medailí v jednotlivých závodech mistrovství (tzv. olympijského hodnocení).
| Medailová klasifikace podle zemí | Medailová klasifikace podle zemí | Medailová klasifikace podle zemí | Medailová klasifikace podle zemí | Medailová klasifikace podle zemí | Medailová klasifikace podle zemí |
| Umístění                         | Země                             | Zlato                            | Stříbro                          | Bronz                            | Součet                           |
| -------------------------------- | -------------------------------- | -------------------------------- | -------------------------------- | -------------------------------- | -------------------------------- |
| 1                                | Rusko                            | 2                                | 2                                | 1                                | 5                                |
| 2                                | Švédsko                          | 2                                | 0                                | 3                                | 5                                |
| 3                                | Norsko                           | 2                                | 0                                | 0                                | 2                                |
| 4                                | Finsko                           | 1                                | 2                                | 4                                | 7                                |
| 5                                | Francie                          | 1                                | 0                                | 0                                | 1                                |
| 6                                | Švýcarsko                        | 0                                | 3                                | 0                                | 3                                |
| 7                                | Lotyšsko                         | 0                                | 1                                | 0                                | 1                                |